# جورج أندرسن (مصارع رياضي)
جورج أندرسن (بالألمانية: Georg Andersen)‏ هو مصارع رياضي ألماني، (ولد في هامبورغ في ألمانيا 1887  م).

## وصلات خارجية
- جورج أندرسن على موقع أوليمبيديا (الإنجليزية)